# China, IL
China, IL ist eine US-amerikanische Zeichentrickserie, die in 2011 von Cartoon Networks Late-Night-Block Adult Swim produziert und ausgestrahlt wurde. In Deutschland wurde die Serie erstmals 2016 auf dem Pay-TV-Sender TNT Serie ausgestrahlt. Eine Free-TV-Premiere erfolgte April 2017 durch den Sender DMAX, der auch die Serien Your Pretty Face Is Going to Hell, Rick and Morty und Robot Chicken ausstrahlt.

## Handlung
In der Serie geht es um die Brüder Steve und Frank Smith, die als Lehrer an der schlechtesten Uni Amerikas arbeiten, und mit ihren Freunden Pony und Babycakes stetig in allerlei Abenteuer hineingeraten.

## Synchronisation
Die deutsche Synchronisation der Serie entstand komplett 2016 bei der CSC-Studio in Hamburg, nach Dialogbüchern von Jesse Grimm. Die Dialogregie führten unter anderem Marlene Opitz, Johannes Semm und Bärbel Bucksch-Hinniger.
| Charakter                | Originalsprecher      | Deutscher Sprecher     |
| ------------------------ | --------------------- | ---------------------- |
| Steve Smith              | Brad Neely            | Johannes Semm          |
| Frank Smith              | Brad Neely            | Jens Wendland          |
| Polly Merks              | Greta Gerwig          | Katharina von Keller   |
| Mark „Baby Cakes“        | Brad Neely            | Daniel Welbat          |
| Der Dekan                | Hulk Hogan            | Jürgen Holdorf         |
| Dr. Jack Falgot          | Gary Anthony Williams | Nicolas König          |
| Kim                      | Chelsea Peretti       | Kerstin Draeger        |
| Matt Attack              | Hannibal Buress       | Tobias Schmidt         |
| Golden Bowl              | Gary Anthony Williams | Holger Umbreit         |
| Ronald Reagan            | Dave Coulier          | Florian Krüger-Shantin |
| Bürgermeister            | Tommy Blacha          | Robert Missler         |
| William „Transfer Billy“ | Donald Glover         | Tim Kreuer             |

## Rezeption
Die Rezeption bei Kritikern war positiv. Kritiker bezeichneten die Serie als fantasievoll.
So meinte Phil Dyess-Nugent von The A.V. Club: “Neely’s talent is still most evident in the strange twists and turns of his imagination and odd spurts of verbal surrealism”, also zu deutsch in etwa: „Neelys Talent erkennt man am deutlichsten in den seltsamen Wendungen seiner Fantasie und den merkwürdigen Ausbrüchen von verbalem Surrealismus“. Auf der Internet Movie Data Base (kurz: IMDB) ist die Rezension gemischt, und die Serie bekam 6,6 von 10 Sternen, von durchschnittlich rund 1,7 Tausend Nutzern. Tatsächlich haben 22,6 % der Nutzer China, IL einen von zehn Sternen gegeben, und andere 22,6 % alle zehn von zehn Sternen.

## Episodenliste
| Staffel | Episodenanzahl | Erstausstrahlung USA | Erstausstrahlung USA | Deutschsprachige Erstausstrahlung | Deutschsprachige Erstausstrahlung |
| Staffel | Episodenanzahl | Staffelpremiere      | Staffelfinale        | Staffelpremiere                   | Staffelfinale                     |
| ------- | -------------- | -------------------- | -------------------- | --------------------------------- | --------------------------------- |
| 1       | 10             | 2. Oktober 2011      | 4. März 2012         | 1. Februar 2016                   | 5. Februar 2016                   |
| 2       | 10             | 22. September 2013   | 24. November 2013    | 13. April 2016                    | 26. April 2016                    |
| 3       | 10             | 5. April 2015        | 14. Juni 2015        | 27. April 2016                    | 10. Mai 2016                      |

### Staffel 1
Die erste Staffel begann und endete wie auch jede andere Staffel in den USA auf dem Pay-TV-Sender Adult Swim und lief vom 2. Oktober 2011 bis zum 4. März 2012, also insgesamt fünf Monate lang. In Deutschland hatte die Serie am 1. Februar 2016 Premiere und endete noch in der gleichen Woche am 5. Februar 2016 auf TNT Serie, nicht so wie im Free-TV wo die Erstausstrahlung am 5. April 2017 bis zum 3. Mai 2017 auf DMAX erfolgte.
Die Folgen dieser Staffel sind elf Minuten lang.
| Nr. (insg.) | Nr. (Staffel) | Deutscher Titel            | Originaltitel            | Erstausstrahlung USA (adult swim) | Erstausstrahlung Deutschland (TNT Serie) | Erstausstrahlung Deutschland Free-TV (DMAX) |
| ----------- | ------------- | -------------------------- | ------------------------ | --------------------------------- | ---------------------------------------- | ------------------------------------------- |
| 1           | 1             | Regans Rache               | Rewind, Pause, Pay       | 2. Oktober 2011                   | 1. Februar 2016                          | 5. April 2017                               |
| 2           | 2             | Dekan vs. Bürgermeister    | Dean Vs. Mayor           | 9. Oktober 2011                   | 1. Februar 2016                          | 5. April 2017                               |
| 3           | 3             | Baby Boom                  | Baby Boom                | 16. Oktober 2011                  | 2. Februar 2016                          | 12. April 2017                              |
| 4           | 4             | Ein Geist macht Geschichte | Coming Out Of The Casket | 23. Oktober 2011                  | 2. Februar 2016                          | 12. April 2017                              |
| 5           | 5             | Der Geheimbund             | Secret Society           | 30. Oktober 2011                  | 3. Februar 2016                          | 19. April 2017                              |
| 6           | 6             | Verdammte Hippies          | Prom Face/Off            | 6. November 2011                  | 3. Februar 2016                          | 19. April 2017                              |
| 7           | 7             | Der Klon, der mich liebte  | Chinese New Year         | 26. Dezember 2011                 | 4. Februar 2016                          | 26. April 2017                              |
| 8           | 8             | FrankenSteve               | Frankensteve             | 19. Februar 2012                  | 4. Februar 2016                          | 26. April 2017                              |
| 9           | 9             | Facebook-Feinde            | Dream Reamer             | 26. Februar 2012                  | 5. Februar 2016                          | 3. Mai 2017                                 |
| 10          | 10            | Schnitzeljagd des Todes    | Dean’s List              | 4. März 2012                      | 5. Februar 2016                          | 3. Mai 2017                                 |

### Staffel 2
Die zweite Staffel begann und endete wie auch jede andere Staffel in den USA auf dem Pay-TV-Sender Adult Swim und lief vom 22. September 2013 bis zum 24. November 2013, also insgesamt zwei Monate lang. In Deutschland hatte die Staffel am 13. April 2016 Premiere und endete am 26. April im gleichen Jahr auf TNT Serie, nicht so wie im Free-TV, wo die Erstausstrahlung am 10. Mai 2017 bis zum 28. Mai 2017 auf DMAX erfolgte.
Die Folgen der zweiten Staffel sind 22 Minuten lang.
| Nr. (insg.) | Nr. (Staffel) | Deutscher Titel             | Originaltitel                  | Erstausstrahlung USA (adult swim) | Erstausstrahlung Deutschland (TNT Serie) | Erstausstrahlung Deutschland Free-TV (DMAX) |
| ----------- | ------------- | --------------------------- | ------------------------------ | --------------------------------- | ---------------------------------------- | ------------------------------------------- |
| 11          | 1             | Die perfekte Vorlesung      | The Perfect Lecture            | 22. September 2013                | 13. April 2016                           | 10. Mai 2017                                |
| 12          | 2             | Baby Cakes Costner          | Is College Worth It?           | 29. September 2013                | 20. April 2016                           | 17. Mai 2017                                |
| 13          | 3             | Der doppelte Steve          | Do You Know Who You Look Like? | 6. Oktober 2013                   | 22. April 2016                           | 24. Mai 2017                                |
| 14          | 4             | Das Diamantenschloss        | The Diamond Castle             | 13. Oktober 2013                  | 18. April 2016                           | 31. Mai 2017                                |
| 15          | 5             | Ponys neuer Freund          | Kenny Winker Rules             | 20. Oktober 2013                  | 14. April 2016                           | 7. Juni 2017                                |
| 16          | 6             | China-man Begins            | China-man Begins               | 27. Oktober 2013                  | 21. April 2016                           | 14. Juni 2017                               |
| 17          | 7             | Recht oder Unrecht          | Total Validation               | 3. November 2013                  | 25. April 2016                           | 14. Juni 2017                               |
| 18          | 8             | Gott ist ein Surfer         | Surfer God                     | 10. November 2013                 | 19. April 2016                           | 21. Juni 2017                               |
| 19          | 9             | Der Hexenjäger von Illinois | Prank Week                     | 17. November 2013                 | 15. April 2016                           | 21. Juni 2017                               |
| 20          | 10            | Eine Riesenschweinerei      | Wild Hogs                      | 24. November 2013                 | 26. April 2016                           | 28. Juni 2017                               |

### Staffel 3
Die dritte Staffel begann und endete wie auch jede andere Staffel in den USA auf dem Pay-TV-Sender Adult Swim und lief vom 5. April 2015 bis zum 14. Juni 2015, also insgesamt zwei Monate lang genau so wie die zweite Staffel. In Deutschland hatte die Staffel am 27. April 2016 Premiere und endete – so auch die ganze Serie – am 10. Mai 2016 auf TNT Serie. Im Free-TV erfolgte die Staffelpremiere und das Staffelfinale am 28. Juni 2017 bis zum 2. August 2017 auf DMAX.
Die Folgen der dritten Staffel sind 22 Minuten lang, die letzte Folge 44 Minuten.
| Nr. (insg.) | Nr. (Staffel) | Deutscher Titel         | Originaltitel       | Erstausstrahlung USA (adult swim) | Erstausstrahlung Deutschland (TNT Serie) | Erstausstrahlung Deutschland Free-TV (DMAX) |
| ----------- | ------------- | ----------------------- | ------------------- | --------------------------------- | ---------------------------------------- | ------------------------------------------- |
| 21          | 1             | Die Wette               | A Gentleman’s Bet   | 5. April 2015                     | 27. April 2016                           | 28. Juni 2017                               |
| 22          | 2             | Franks bessere Hälfte   | Best Face Forward   | 12. April 2015                    | 28. April 2016                           | 5. Juli 2017                                |
| 23          | 3             | Charlize                | Charlize            | 19. April 2015                    | 28. April 2016                           | 5. Juli 2017                                |
| 24          | 4             | Ein tierischer Plan     | Crow College        | 26. April 2015                    | 2. Mai 2016                              | 12. Juli 2017                               |
| 25          | 5             | Das Anchovis-Gen        | Bi-Topping-Ality    | 3. Mai 2015                       | 3. Mai 2016                              | 12. Juli 2017                               |
| 26          | 6             | Elterntag               | Parent’s Day        | 10. Mai 2015                      | 4. Mai 2016                              | 19. Juli 2017                               |
| 27          | 7             | Smith vs. Ali           | Displays of Manhood | 17. Mai 2015                      | 5. Mai 2016                              | 19. Juli 2017                               |
| 28          | 8             | Ein Hirn für den Dekan  | Life Coaches        | 31. Mai 2015                      | 6. Mai 2016                              | 26. Juli 2017                               |
| 29          | 9             | Ein geniales Duo        | Gummie World        | 7. Juni 2015                      | 9. Mai 2016                              | 26. Juli 2017                               |
| 30          | 10            | China, IL – Das Musical | Magical Pet         | 14. Juni 2015                     | 10. Mai 2016                             | 2. August 2017                              |